# Festival de la Canción de San Remo 2015
El Festival de la Canción de San Remo 2015 se llevó a cabo en San Remo en el Teatro Ariston desde el 10 al 14 de febrero de 2015 y ha sido presentado por Carlo Conti, acompañado por las cantantes Arisa y Emma (ganadoras en ediciones pasadas de la competición) y de la actriz y conductora televisiva española Rocío Muñoz Morales.
La dirección artística ha sido cuidada por el mismo Carlo Conti, la dirección musical por Pinuccio Pirazzoli, la escenografía por Riccardo Bocchini y la dirección por Maurizio Pagnussat.
Los autores son: Carlo Conti, Ivana Sabatini, Emanuele Giovannini, Leopoldo Sean, Max Novaresi, Riccardo Cassini, Martino Clericetti y Mario De Amigo. El jingle fue Fanfare for the Common Man de Aaron Copland (arreglo del maestro Pinuccio Pirazzoli).
La canción ganadora de la sección Campeones ha sido Grande amore interpretada por el trío Il Volo, mientras en la sección Nuevas Propuestas ha vencido Giovanni Caccamo con la canción Ritornerò da te.
Il Volo ha participado, en representación de Italia, en el Festival de la Canción de Eurovisión 2015 en Viena, Austria clasificándose en el 3° puesto: la regulación de esta edición del Festival de Sanremo preveía de hecho que el ganador de la sección Campeones habría sido el participante italiano de la competencia canora internacional, un tiempo conocida como Eurofestival.
Esta edición ha obtenido mucho suceso y considerables críticas favorables, con una buena respuesta también en el target 15-24 años, con el 50% de promedio. Con el 48,64% de promedio ha sido, en términos de cuota, la edición más vista desde el 2005.

## Campeones
| Posición | Artista                           | Canción                            | Autores |
| -------- | --------------------------------- | ---------------------------------- | --- |
| 1        | Il Volo                           | Grande amore                       | Francesco Boccia, Ciro Esposito                                                                             |
| 2        | Nek                               | Fatti avanti amore                 | Filippo Neviani, Luca Chiaravalli, Andrea Bonomo, Luigi Fazio                                               |
| 3        | Malika Ayane                      | Adesso e qui (nostalgico presente) | Malika Ayane, Gino De Crescenzo, Alessandra Flora, Giovanni Caccamo                                         |
| 4        | Annalisa                          | Una finestra tra le stelle         | Francesco Silvestre                                                                                         |
| 5        | Chiara                            | Straordinario                      | Ermal Meta, Gianni Pollex                                                                                   |
| 6        | Marco Masini                      | Che giorno è                       | Federica Camba, Daniele Coro, Marco Masini                                                                  |
| 7        | Dear Jack                         | Il mondo esplode tranne noi        | Piero Romitelli, Davide Simonetta                                                                           |
| 8        | Gianluca Grignani                 | Sogni infranti                     | Gianluca Grignani                                                                                           |
| 9        | Nina Zilli                        | Sola                               | Maria Clara Fraschetta                                                                                      |
| 10       | Lorenzo Fragola                   | Siamo uguali                       | Lorenzo Fragola, Federico Leonardo Lucia, Fausto Cogliati                                                   |
| 11       | Alex Britti                       | Un attimo importante               | Alessandro Britti                                                                                           |
| 12       | Irene Grandi                      | Un vento senza nome                | Irene Grandi, Saverio Lanza                                                                                 |
| 13       | Nesli                             | Buona fortuna amore                | Francesco Tarducci, Orazio Grillo                                                                           |
| 14       | Blanca Atzei                      | Il solo al mondo                   | Francesco Silvestre                                                                                         |
| 15       | Moreno                            | Oggi ti parlo così                 | Moreno Donadoni, Roberto Casalino, Massimiliano Dagani, Oscar Perticoni, Alessandro Erba, Marco Zangirolami |
| 16       | Grazia Di Michele y Mauro Coruzzi | Io sono una finestra               | Grazia Di Michele, Raffaele Petrangeli                                                                      |
| 17       | Raf                               | Come una favola                    | Raffaele Riefoli, Saverio Grandes, Emiliano Cecere                                                          |
| 18       | Biggio y Mandelli                 | Vita d'inferno                     | Fabrizio Biggio, Francesco Mandelli, Martino Ferro                                                          |
| 19       | Anna Tatangelo                    | Libera                             | Francesco Silvestre, Enrico Palmosi                                                                         |
| 20       | Lara Fabian                       | Voce                               | Lara Fabian, Fio Zanotti, Cristiano Cremonini                                                               |

## Nuevas propuestas
| Posición | Artista          | Brano                      | Autores                                         |
| -------- | ---------------- | -------------------------- | ----------------------------------------------- |
| 1        | Giovanni Caccamo | Ritornerò da te            | Giovanni Caccamo                                |
| 2        | KuTso            | Elisa                      | Matteo Gabbianelli                              |
| 3        | Enrico Nigiotti  | Qualcosa da decidere       | Enrico Nigiotti, Samuel Galvagno                |
| 3        | Amara            | Credo                      | Erika Mineo, Salvatore Mineo                    |
| NF       | Rakele           | Io non lo so cos'è l'amore | Bungaro, Cesare Chiodo, Giacomo Runco           |
| NF       | Serena Brancale  | Galleggiare                | Serena Brancale                                 |
| NF       | Chanty           | Ritornerai                 | Chantal Saroldi, Andrea Bonomo, Manuela Speroni |
| NF       | Kaligola         | Oltre il giardino          | Gabriele Rosciglione                            |